# Mattauphone

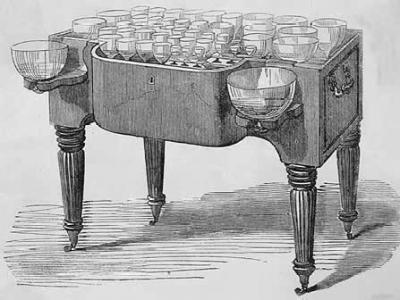
Le mattauphone de Joseph Mattau (L'Illustration, 1860.

Le mattauphone est un instrument de musique inventé en 1844 par le Belge Joseph Mattau. Il est constitué de verres à pied accordés de manière à produire des sons par frottement de la main ou des doigts mouillés. C'est en cherchant à perfectionner l'harmonica de verre de Benjamin Franklin que Mattau eut l'idée de disposer les verres debout et non plus horizontalement, ce qui permettait de les remplir plus ou moins d'eau pour en varier le son.
Le Musée des instruments de musique de Bruxelles en possède plusieurs.